# Столетов (лунный кратер)
Кратер Столетов (лат. Stoletov) — крупный ударный кратер в северном полушарии обратной стороны Луны. Название присвоено в честь русского физика Александра Григорьевича Столетова (1839—1896) и утверждено Международным астрономическим союзом в 1970 г. 

## Описание кратера
Ближайшими соседями кратера являются кратер Вольтьер на западе; кратер Монгольфье на северо-западе; кратер Параскевопулос на северо-востоке и кратер Кулик на юге. Селенографические координаты центра кратера 44°49′ с. ш. 155°30′ з. д. / 44,82° с. ш. 155,5° з. д., диаметр 42,4 км, глубина 2,2 км.
Кратер Столетов имеет циркулярную форму и умеренно разрушен. Вал несколько сглажен, северная и южная оконечности вала отмечены парами маленьких кратеров, западная – одиночным кратером. Внутренний склон кратера широкий, с слабыми следами террасовидной структуры. Высота вала над окружающей местностью достигает 1050 м, объём кратера составляет приблизительно 1300 км³. Дно чаши кратера ровное, за исключением южной части, которая покрыта породами выброшенными при образовании соседних кратеров.

## Сателлитные кратеры

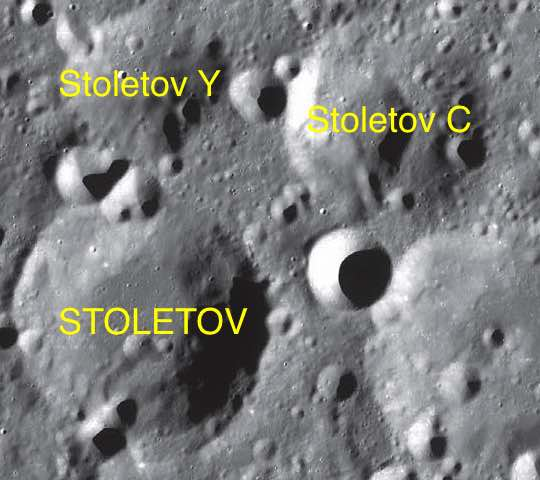
Фрагмент карты LAC-34.

| Столетов | Координаты                                              | Диаметр, км |
| -------- | ------------------------------------------------------- | ----------- |
| C        | 46°02′ с. ш. 153°43′ з. д. / 46,04° с. ш. 153,72° з. д. | 34,4        |
| Y        | 46°08′ с. ш. 155°40′ з. д. / 46,13° с. ш. 155,66° з. д. | 24,7        |